# Jakub Piwowarski
Jakub Piwowarski (ur. 1985) – polski farmakognostyk, profesor nauk medycznych, nauczyciel akademicki Warszawskiego Uniwersytetu Medycznego (WUM), od 2023 kierownik środowiskowego laboratorium badań nad mikrobiotą człowieka Microbiota Lab w Katedrze i Zakładzie Biologii Farmaceutycznej WUM. Współautor ponad pięćdziesięciu prac badawczych opublikowanych w recenzowanych czasopismach naukowych.

## Życiorys
W 2010 ukończył studia z farmacji na Warszawskim Uniwersytecie Medycznym (WUM). Stopień doktora uzyskał w 2015 a stopień doktora habilitowanego w 2017 roku. Od stycznia 2023 został kierownikiem środowiskowego laboratorium badań nad mikrobiotą człowieka Microbiota Lab w Katedrze i Zakładzie Biologii Farmaceutycznej WUM.
Kierował projektami badawczymi i wdrożeniowymi finansowanymi przez Narodowe Centrum Nauki, Narodowe Centrum Badań i Rozwoju oraz Ministerstwo Nauki i Szkolnictwa Wyższego. Był stypendystą Fundacji Alexandra von Humboldta oraz laureatem programu START Fundacji na rzecz Nauki Polskiej. W ramach działalności naukowej odbył szereg staży zagranicznych m.in. w Niemczech, Szkocji, Austrii i Ukrainie.
Jego zainteresowania naukowe obejmują badania mikrobiomu człowieka i zwierząt oraz aktywności biologicznej związków pochodzenia naturalnego i ich metabolitów. Opublikował ponad pięćdziesiąt oryginalnych prac badawczych w recenzowanych czasopismach naukowych.

## Wyróżnienia
- Złoty Medal na Międzynarodowej Warszawskiej Wystawie Wynalazków za wynalazek Urolithin A i jego skład do stosowania zewnętrznego w stanach zapalnych o różnej etiologii[1].